# Spinoclosterium
Spinoclosterium, rod parožina iz porodice Closteriaceae, dio reda Desmidiales. Postoje svega dvije taksonomki priznate vrste, obje slatkovodne

## Vrste
1. Spinoclosterium curvatum C.Bernard - tipična
2. Spinoclosterium cuspidatum (Bailey) M.Hirano